# Ardoisier
Pour les articles homonymes, voir Ardoisier (homonymie).
Un ardoisier est une personne qui travaille l'ardoise. Le travail de l'ardoise peut se faire dans des carrières ou sur des chantiers de construction (ou de rénovation) de bâtiments, en particulier pour les toitures. 

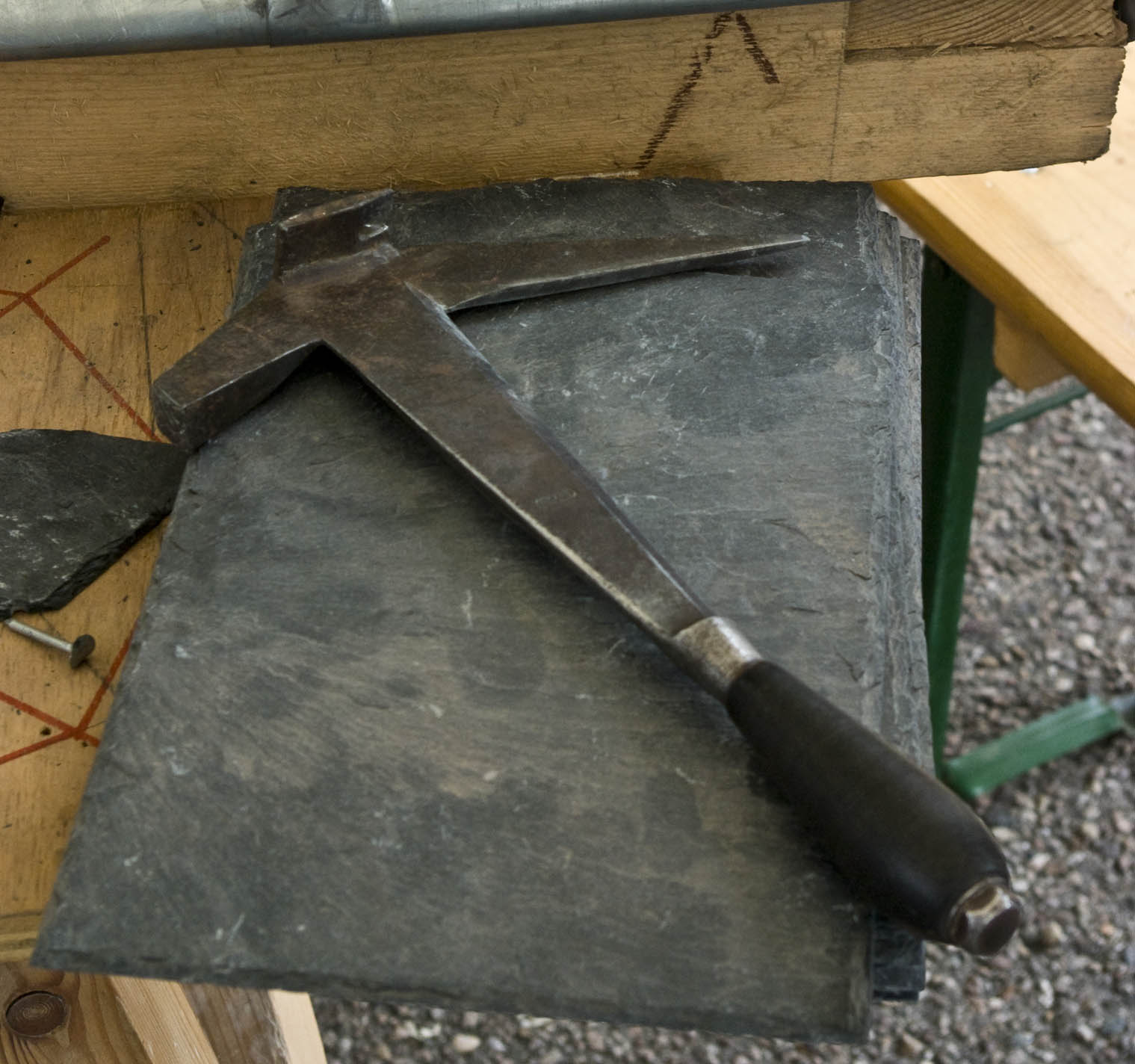
marteau de couvreur

Dans le bâtiment, l'ardoisier travaille habituellement avec un marteau qui lui permet de couper l'ardoise sur une enclume spéciale. Le marteau comporte un tranchant permettant de couper les ardoises, une pointe pour faire des trous dans l'ardoise, un arrache-clou, la tête, qui existe pour tous les marteaux. L'enclume, en forme de T est très légère car elle est destinée à aller sur le toit.
Aujourd'hui, ce métier est souvent considéré comme relevant de la tradition et les ardoisiers se concentrent essentiellement sur la restauration de bâtiments.
Chez les catholiques, le saint patron des ardoisiers est saint Lézin d'Angers.

## Outils de l'ardoisier
- Marteau d'ardoisier ou marteau à crochet,
- Enclumette ou enclume d'ardoisier,
- Cisailles à ardoise,
- Plomb à ardoisier,
- Scie à ardoise.